# Jorge Manrique

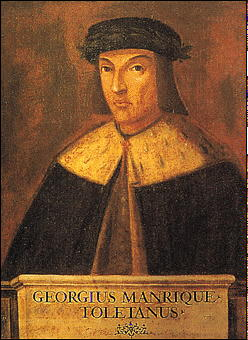
Jorge Manrique

Jorge Manrique (Paredes de Nava, Palencia, ca. 1440 – Santa María del Campo, Cuenca, 24 april 1479) was een Castiliaans dichter. Zijn rouwdicht ter ere van zijn vader Rodrigo Manrique, Coplas por la muerte de su padre ('Verzen over de dood van zijn vader', ook wel Coplas a la muerte de su padre), geldt als een van de meesterwerken van de vroege Spaanse poëzie. Verder heeft hij hoofse liefdesgedichten en enkele satiren geschreven.